# Molí de Ger
El Molí de Ger és un molí del municipi de Ger (Cerdanya) que forma part de l'Inventari del Patrimoni Arquitectònic de Catalunya.

## Descripció
és un edifici situat a la riba del riu Segre, entre el riu Ger i el rec de la Devesa de Niula, fora del nucli urbà de Ger. S'alça sobre una planta rectangular i murs paredats amb obertures de maó vist i, teulada a dues vessants. Forma part d'un conjunt d'edificis construïts en diferents èpoques que pertanyen al mateix recinte del molí. Es conserva en bon estat de conservació, ja que encara és en ús com habitatge. Tal com a molí, veiem restes d'una petita bassa i la resclosa, cobert per vegetació degut al seu desús.

## Història
L'antic molí de Ger va ser restaurat i actualment s'utilitza com a habitatge habitual. La finca disposa de coberts i naus annexes, amb una explotació ramadera que s'ha especialitzat en la producció de formatges artesans. Segons els propietaris actuals, a finals dels anys 1930 es deixa d'utilitzar com a molí fariner. Posteriorment s'utilitza per a generar corrent elèctric, fins a l'any 1987. Actualment s'utilitza com magatzem dels baixos de l'habitatge.